# Guajira (genere musicale)
La Guajira è un genere musicale derivato dal Punto cubano (o Punto guajiro).
Secondo alcuni specialisti di questo argomento, il Punto cubano era conosciuto in Spagna sin dal XVIII secolo, dove era chiamato punto de La Habana e dalla seconda metà del XIX secolo fu adottato dall'incipiente stile flamenco spagnolo, che lo includeva nei suoi "palos" con il nome di Guajira.
Il popolare genere Guajira fu utilizzato dai compositori della Zarzuela spagnola, come Ruperto Chapí, che lo incluse nella sua famosa opera La Revoltosa, del 1897. Due anni dopo, nel 1899, il compositore cubano Jorge Anckermann inaugurò un nuovo genere con il suo canzone El arroyo que murmura, la prima Guajira cubana.
Questa canzone è diventata un modello che è stato adottato da molti altri compositori cubani in un secondo momento, ed è stato frequentemente incluso nella Zarzuela cubana e nel teatro vernacolare.
La Guajira cubana conservava il ritmo caratteristico dei suoi antenati, il Punto cubano e la Guajira spagnola, che era la sesquiáltera o Emiolia orizzontale.

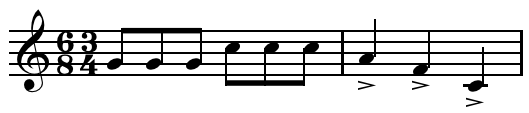
Emiolia orrizzontale.

La sua forma di solito alterna una prima sezione in modalità minore, con una seconda sezione che modula il suo relativo Maggiore. I suoi testi si riferiscono spesso a temi rurali in modo idealistico e bucolico, e generalmente evocano la bontà della vita rurale e le storie d'amore romantiche.

## Guajira de Salón o Guajira-Son
A partire dagli anni '30 la Guajira fu raffinata e resa popolare dal cantante e chitarrista Guillermo Portabales, il cui stile elegante era noto come Guajira de Salón o Guajira-Son. Questo non è altro che un altro caso di polisemia all'interno della musica popolare cubana, perché nonostante sia stato chiamato Guajira, lo stile delle sue canzoni non era nient'altro che quello del Son cubano e del Bolero-Son, sebbene i loro testi fossero sempre legati a temi rurali. Dagli anni Trenta fino alla sua morte in un incidente stradale, nel 1970, Guillermo Portabales cantò e registrò numerose Guajiras de Salón in tutto il Nord e il Sud America con grande successo popolare.
Altri famosi interpreti di Guajira-Son erano Celina González, Coralia Fernández, Ramón Veloz e Radeúnda Lima. Uno dei più famosi Guajira-Son è la Guajira Guantanamera, composta da Joseíto Fernández e resa popolare in tutto il mondo, negli anni '60, dal cantante folk americano Pete Seeger.